# Final Fantasy VII
Final Fantasy VII (ファイナルファンタジーVII Fainaru Fantajī Sebun?, i.e. Final Fantasy Seven, stavat som FINAL FANTASY VII)  är den sjunde delen i rollspelsserien Final Fantasy av japanska Squaresoft. Spelet släpptes ursprungligen till PlayStation 1997 och blev 1998 det första spelet i serien som konverterades till Windows. Det var det första i serien som släpptes i Europa och dess framgångar innebar det definitiva genombrottet för japanska rollspel på den europeiska marknaden.

## Spelmekanik
Spelets mekanik bygger vidare på de tidigare spelens system. Se vidare under huvudartikeln Final Fantasy.

### Stridssystem
Striderna är turbaserade och utkämpas genom Active Time Battle (ATB), där varje deltagare har en mätare som indikerar hur lång tid det är kvar innan just denne får attackera. De rollfigurer man själv styr har ytterligare en mätare. Denna fylls på när karaktären utsätts för attacker från fienden. När den är helt fylld tillåts karaktären utföra en Limit Break, som är en kraftig offensiv eller defensiv manöver. Alla figurers Limit Breaks skiljer sig från varandra, och efter olika kriterier (antal besegrade fiender och antalet använda limit breaks) ges tillgång till mer storslagna varianter.

### Magisystem
Magisystemet skiljer sig markant från både tidigare och senare delar av serien, mindre än i alla andra delar är det kopplat till rollfigurerna. Alla figurer har fortfarande ett eget värde i hur starka magianvändare de är men vilka magier de kan använda styrs av vilken materia de för tillfället har kopplad till sitt vapen respektive rustning. Materia är kristalliknande föremål som var och en kan utföra en specifik magi. Efter en strid belönas varje enskild materia med Ability points (AP) som till slut ger tillgång till mer kraftfulla versioner av samma magi (från Fire 1 till Fire 2 etc.). När en materia byter karaktär tar den med sig förmågan att utföra magin samt sin AP. Det finns fyra olika huvudtyper av materia vilket utmärks av vilken färg materian har.
- Grön materia - offensiv och defensiv magi, till exempel Ice, Wind och Fire respektive Cure och Barrier.
- Röd materia - låter bäraren framkalla en för materian specifik gudom, en så kallad Summon, som attackerar motståndaren (och i vissa fall hjälper karaktärerna).
- Blå materia - modifierar en annan materia som den är länkad till. Exempel: all.
- Gul materia - ger rollfiguren en ny färdighet, till exempel Steal och Morph.
- Lila materia - höjer värden hos karaktären. Exempel är HP plus och MP plus.

### Nivåsystem
Efter avslutad strid erhåller alla rollfigurer ett visst antal EXP (Experience points) som baseras på vilken typ av fiender som besegrats. Efter att spelaren har samlat på sig en viss mängd EXP går figurerna upp i level (Nivå). Mängden EXP som fordras för att öka figurernas level ökar en del vid varje ny "Level up". Efter varje level up ökar rollfigurernas attribut och således blir de spelbara figurerna hela tiden bättre i såväl fysik som psykisk strid (Fysiska och psykiska attacker från karaktärerna gör mer skada samtidigt som de blir mindre sårbara för detsamma.). Spelaren börjar med en rollfigur på level 7. En figur kan inte nå högre än till level 99.

## Handling
Spelet börjar in medias res med att terroristgruppen Avalanche ska spränga en av de åtta mako-reaktorer som driver staden Midgar. Staden har dessa mako-reaktorer för att kunna dra lifestreamen ur jorden, detta gör de för att kunna driva hela staden med all dess elektronik. Huvudkaraktär är Cloud, en desillusionerad f.d. soldat som lämnat företaget Shinras armé (SOLDIER) och arbetar som legosoldat. Han har just anslutit sig till gruppen. När han börjar arbeta för Avalanche märker han att det trots allt finns vissa ideal han är beredd att kämpa för.

## Karaktärer

### Cloud Strife
Spelets huvudperson är en 21-årig legosoldat från den lilla staden Nibelheim. Cloud slåss med en typ av svärd (Buster Sword) som nästan är lika långt som honom själv. Detta Buster Sword fick han av Zack som i sin tur fick det av Angeal.

### Barret Wallace
Barret, 35, är ledare för motståndsrörelsen Avalanche. Han kommer från gruvstaden Corel. Barret har ett automatvapen som protes för sin saknade högerhand. Hans fru dog några år innan spelets handling tar vid, men han lever tillsammans med flickan Marlene som han ser som sin egen dotter efter att hennes fader (och Barrets gamle vän) Dyne försvunnit.

### Tifa Lockhart
Tifa, 20, är barndomskamrat till Cloud och är också uppväxt i Nibelheim. Hon har blivit skolad i kampkonst och slåss med sina händer och fötter. Det pågår någon sorts kärleks-triangel mellan henne, Cloud och Aeris. Tifa driver i början av spelet en bar, 7th Heaven, i Midgar Sector 7. Baren förstörs dock tillsammans med resten av stadsdelen i ett attentat riktat mot AVALANCHE, där de skulle få skulden. I Final Fantasy VII: Advent Children är baren återuppbyggd igen.

### Aerith Gainsborough
Aerith, 22, är blomsterflicka i Midgar. Hon är den sista i den utdöende rasen Cetra, allmänt kallad Ancients (古代種). Aerith är främst en magiker med helande magi som specialitet men hon kan även slåss med sin stav.

### Red XIII
Red XIII, 48, eller Nanaki som han egentligen heter, är en lejonliknande best från Cosmo Canyon. I hans ras ålder räknat är han egentligen en tonåring. Deras ras kan bli upp till några hundra år, vilket vi ser i början av Final Fantasy Advent Children då Nanaki ser ut över midgar ca 100 år senare. Notis: Filmen Advent Children är inte gjord 100 år efter spelets slut.

### Cait Sith
Cait Sith är en robotkatt som står uppe på en väldigt kraftig moogledocka som han kan styra. Vapen: Tärningar

### Cid Highwind
Cid, är en 32-årig pilot. Det är han som har byggt luftskeppet (Highwind). Han har även byggt raketen som finns i hans hemstad Rocket Town. Cid har en assistent, Shera, som han skriker och skäller på. Karaktären är känd för att alltid tappa humöret, svära och röka. (Namnet Cid förekommer i samtliga Final Fantasy-spel, men karaktären skiftar.)
Vapen: spjut.

### Yuffie Kisaragi
Yuffie är en 16-årig ninja från Wutai, som slåss med olika kastvapen och gör allt för att stjäla materia.

### Vincent Valentine
Vincent är en 27-årig ex-medlem av Shin-Ra-organisationen turks som ansluter sig till de andra för att få hämnd på Shin-Ra för vad de gjort mot hans älskade, Lucrecia.

### Sephiroth
Sephiroth var en högt uppsatt officer i SOLDIER tills han upptäckte att han var Jenovas son - en Ancient - då han vänder sig emot sin tidigare arbetsgivare Shin-Ra och inleder sökandet av The promised land där han hoppas finna tillräckligt med mako för att göra sig till den mäktigaste personen på planeten. Sephiroth kännetecknas av sin gigantiska katana, Masamune, svarta rock och silver/gråa hår.

## Platser

### Cosmo Canyon
Cosmo Canyon är en stad där Red XIII bodde tillsammans med sin farfar Bugenhagen. I staden finns en lägereld som är omgiven av en pub och några affärer. Det finns även många äldre som kan berätta historier om the Ancients och vad de trodde på. Bugenhagen hade ett planetarium uppe på kullen i staden, där han studerade stjärnorna, planeterna och Jorden. Han var en av de första som visste att Jorden var döende.